# يوزيف بارتوشي
يوزيف بارتوشي (مواليد يناير 2008 20 يوليو 1917) كان ضابط بحرية بولندي، ولد في توبولا ويلكا بالقرب من اوسترو ولكوبوليسكي ، و خدم في المدمرات البولندية خلال الحرب العالمية الثانية ، تحت قيادة البحرية البريطانية.
بعد فترة وجيزة من الحرب العالمية الثانية ، انضم إلى البحرية الملكية البريطانية وتقدم إلى رتبة أميرال خلفي ، قبل تقاعده في عام 1969. وتوفي في إنجلترا في يناير 2008.